# 최병모 (법조인)
최병모(崔炳模,1949년~)는 대한민국의 변호사이다. 현재 법무법인 양재 소속 변호사이다.

## 경력
서울고등학교, 서울대학교 법학과를 졸업하고 1974년 16회 사법시험에 합격했다.
민주사회를 위한 변호사 모임 회장, 친일인명사전편찬위원회 지도위원 등을 지냈다.

## 옷로비 사건
1999년 대한민국 최초의 특별검사제가 도입된 옷로비 사건의 특별검사에 임명되어 특검을 지휘하였다.

## 주요 경력
- 1998년 ~ 2000년 : 민주사회를 위한 변호사모임
- 1997년 : 제주지방변호사회 감사
- 1991년 ~ 1994년 : 천주교 인권위원회 위원장
- 1985년 : 인천지방법원 판사

## 같이 보기
- 김형태
- 법무법인 양재
- 옷로비 사건